# Please Please Me
《Please Please Me》는 영국의 록 밴드 비틀즈의 첫 번째 정규 음반이다. 영국에서 발매되었던 동명의 싱글인 〈Please Please Me〉, 그리고 〈Love Me Do〉의 인기에 편승해 팔로폰을 통해 1963년 3월 22일 출시했다. 음반의 14곡 중 8곡이 레논-매카트니 작사·작곡했고, 크레디트는 매카트니-레논으로 표기됐다. 또한 단 하루, 겨우 세 번의 녹음 만에 완성되었다. 《롤링 스톤》은 이 음반을 "자신들 스스로 쓴 히트곡과 자신의 악기를 스스로 연주한, 자주적인 록 밴드 아이디어의 발명"이라고 불렀다.
2012년, 《Please Please Me》는 롤링 스톤이 선정한 가장 위대한 음반 500장에서 39위에 올랐다. 이는 비틀즈의 초기 앨범 중에 가장 높은 순위이며, 《Sgt. Pepper's Lonely Hearts Club Band》, 《Revolver》, 《Rubber Soul》, 《The Beatles》, 《Abbey Road》에 이어 6번째로 높은 순위이다.

## 배경
1963년 영국의 12인치 비닐 음반은 각 면에 일곱 개의 곡이 들어갔다. 음반 발매를 위해서 조지 마틴은 비틀즈가 이전에 발매한 두 개 싱글에 수록된 〈Love Me Do〉/〈P.S. I Love You〉와 〈Please Please Me〉/〈Ask Me Why〉의 4곡 외에 10곡을 더 녹음하기로 했다. 마틴은 당시를 이렇게 회고하고 있다. "전 그들에게 빨리 노래를 녹음할 방법이 있나 물었고, 돌아온 답은 무대 공연이었습니다." 그는 처음에 캐번 클럽에서의 라이브 공연을 통해 녹음을 하는 것을 고려했으며, 1962년 12월 9일 조사를 위해 클럽을 찾았다. 그러나 장소에 제약이 있음을 발견하고, 애비 로드의 EMI 스튜디오를 빌려 라이브 흉내를 낸 음반을 녹음하기로 마음먹는다. 마틴은 이 음반이 "비틀즈의 무대 공연 곡목이었다."고 말한다.

## 녹음
1963년 2월 11일 두 달 남짓 스튜디오를 비웠던 비틀즈는 애비 로드로 돌아와 프로듀서 조지 마틴 및 엔지니어 노먼 스미스와 재회했다. 헬렌 샤피로와 함께한 투어 일정대로 전날 밤 피터버러에서 공연이 예정되어 있었지만 이튿날 오전 10시부터 녹음을 해야 했기 때문에 참석하지 않았다. 처음에는 오전과 오후 세션만 예약되었으며 저녁 세션은 이후에 추가되었다. 그렇게 2월 11일 월요일 오전 10시에 비틀즈는 자신들이 무대에서 공연하던 라이브 세트를 녹음하기 시작했다. 개별 곡마다 몇 테이크를 녹음한 그들은 3시간씩 총 3번에 걸쳐 작업해 10시 45분에 끝냈다.
매카트니는 〈A Taste of Honey〉에 자신의 보컬을 더블 트래킹했고 레논은 세션 도중 〈There's a Place〉에 하모니카를 추가했다. 〈Hold Me Tight〉도 이 세션 도중 녹음했지만 필요한 곡은 충분했기에 음반에 수록되지 않았다.  〈Hold Me Tight〉는 나중에 1963년 9월 다음 음반인 《With the Beatles》의 녹음 세션에서 재녹음했다. 이날 작업은 〈Twist and Shout〉의 커버 곡으로 마감되었는데, 당시 레논이 감기로 인해 목소리가 좋지 않았기 때문이다. 마틴은 이렇게 회고했다. "난 그들이 어떻게 그리 할 수 있는지 모르겠다. 우리는 녹음을 하루 종일 했었지만, 길게 녹음을 하면 할수록 질이 좋아졌다." 마크 루이손은 "녹음의 역사에서 이 585분보다 뛰어난 생산적인 시간은 없을 것"이라고 적었다. 마틴은 비틀즈가 없던 2월 20일 〈Misery〉에 피아노를, 〈Baby It's You〉에 첼레스타를 오버더빙했다.
세션에는 당시 시세로 총 400파운드의 비용이 들었다. 마틴은 "팔로폰에는 그리 많은 돈이 있지 않았다. 나는 연간 55,000파운드의 예산을 받아 일하고 있었다"고 회상했다. 이 예산은 마틴의 명부에 있는 모든 예술가를 포함했다. 음악가 연합과의 계약에 따라 비틀즈의 멤버는 개별적으로, 3시간짜리 세션당 7파운드를 받았다. 《Please Please Me》라는 제목으로 결정하기 전에 마틴은 《Off the Beatle Track》라는 제목을 고려했다. 이 제목은 이후 비틀즈 노래를 담은 자신의 오케스트라 음반에 사용된다. 《Please Please Me》는 2트랙 녹음기에서 모노로 녹음되었으며, 모든 연주는 한 트랙에 녹음되었고 보컬은 다른 한 트랙에 녹음되었음으로, 마틴은 최종 모노 믹스에서 균형을 더 잘 잡을 수가 있었다.

## 커버
조지 마틴은 런던 동물 학회의 명예 교수였으며 학회가 소유하고 있는 런던 동물원의 곤충관 앞에서 커버 사진을 찍으려 했었다. 그러나 학회에서는 조지 마틴의 안을 거절했고, 마틴은 대신 앵거스 맥빈의 의견을 따라 맨체스터 스퀘어에 있는 EMI의 런던 본사 2층 발코니에서 올려다보며 찍은 그룹의 컬러 사진을 커버로 채택했다. 다른 비틀즈 멤버와는 달리 조지 해리슨은 이 커버를 좋아하지 않았다. "《Please Please Me》 앨범 커버는 쓰레기였습니다. 하지만 당시에는 아무도 문제삼지 않았어요. 사진이 형편없다는 생각조차 하지 못했습니다. 그저 앨범에 우리 얼굴이 나온다는 게 좋았거든요."

## 공개, 반응과 평가
| 전문가 평가               | 전문가 평가 |
| 평가 점수                 | 평가 점수   |
| 출처                      | 점수        |
| ------------------------- | ----------- |
| 올뮤직                    | [ 25 ]      |
| 컨서퀸스 오브 뮤직        | A–          |
| 《데일리 텔레그래프》     | [ 27 ]      |
| 《대중음악의 백과사전》   | [ 28 ]      |
| 《페이스트》              | 92/100      |
| 피치포크 미디어           | 9.5/10      |
| 《롤링 스톤 앨범 가이드》 | [ 31 ]      |
| 스푸트티크뮤직            | 4/5         |

《Please Please Me》는 모노 LP가 팔로폰 레이블을 통해 영국에서 1963년 3월 22일 출시되었다. 스테레오 버전은 모노 버전 출시일 한 달 뒤인 4월 26일 발매되었다. 《Please Please Me》의 CD는 1987년 2월 26일, 《With the Beatles》, 《A Hard Day's Night》, 《Beatles for Sale》과 함께 발매되었는데, 이는 모두 모노로였다.
이 음반에서는 두 개의 싱글이 발매되었는데, 〈Love Me Do / P.S. I Love You〉(1962년 10월 5일)과 〈Please Please Me / Ask Me Why〉(1963년 1월 11일)이 그것이다. 전자는 차트 17위에 올랐는데, 이는 주로 리버풀 지역에서의 판매고였다. 이로 인해 브라이언 엡스타인이 팔리지 않은 음반들을 다량으로 구입했다는 설이 돌았으나 그는 끝까지 이에 대해 부인했다. 후에 나온 싱글인 〈Please Please Me / Ask Me Why〉는 당시 대부분의 음악 잡지에서 차트 1위를 차지했다.
《Please Please Me》는 1963년 5월 11일 영국 음반 차트에 정상을 차지했고 《With the Beatles》로 교체될 때까지 30주 동안 머물렀다. 당시의 영국의 음반 차트는 영화 사운드트랙과 같은 듣기 쉬운 음악이 지배적이었기 때문에 이는 놀라운 결과였다. 미국의 빌보드 음반 차트에서는 1964년 2월 15일 정상을 차지하여 11주 연속 1위를 기록했다.
1987년 CD 재발매 때 《롤링 스톤》의 스티브 폰드는 "음악을 만들 때의 비틀즈의 자유로운 기쁨을 느낄 수 있다"며 《Please Please Me》를 추천했다. 2012년, 《Please Please Me》는 롤링 스톤이 선정한 가장 위대한 음반 500장에서 39위에 올랐다. 같은 잡지사가 선정한 역사상 가장 위대한 노래 500곡에서 음반의 수록곡인 〈I Saw Her Standing There〉가 140위에, 〈Please Please Me〉가 186위에 올랐다. 올뮤직의 스테판 토마스 어윈은 "앨범이 발매된 지 10년이 지났지만 그 원래의 열정으로 그 앨범은 여전히 신선한 음악을 선사하고 있다."고 했다.

## 곡 목록
- 특별한 언급이 없는 한 모든 곡들은 레논-매카트니 작곡이다.

| #  | 제목                                 | 보컬                 | 재생 시간 |
| -- | ------------------------------------ | -------------------- | --------- |
| 1. | 〈I Saw Her Standing There〉         | 폴 매카트니          | 2:54      |
| 2. | 〈Misery〉                           | 존 레논, 폴 매카트니 | 1:49      |
| 3. | 〈Anna (Go to Him)〉 (아서 알렉산더) | 존 레논              | 2:57      |
| 4. | 〈Chains〉 (게리 고핀/캐롤 킹)       | 조지 해리슨          | 2:26      |
| 5. | 〈Boys〉 (루서 딕슨/웨스 파렐)       | 링고 스타            | 2:27      |
| 6. | 〈Ask Me Why〉                       | 존 레논              | 2:26      |
| 7. | 〈Please Please Me〉                 | 존 레논, 폴 매카트니 | 2:03      |

| #  | 제목                                                      | 보컬                 | 재생 시간 |
| -- | --------------------------------------------------------- | -------------------- | --------- |
| 1. | 〈Love Me Do〉                                            | 폴 매카트니, 존 레논 | 2:23      |
| 2. | 〈P.S. I Love You〉                                       | 폴 매카트니          | 2:04      |
| 3. | 〈Baby It's You〉 (맥 데이비드/버니 윌리엄스/버트 바카락) | 존 레논              | 2:40      |
| 4. | 〈Do You Want to Know a Secret〉                          | 조지 해리슨          | 1:59      |
| 5. | 〈A Taste of Honey〉 (바비 스콧/릭 마로우)                | 폴 매카트니          | 2:03      |
| 6. | 〈There's a Place〉                                       | 존 레논, 폴 매카트니 | 1:51      |
| 7. | 〈Twist and Shout〉 (필 메들리/버트 러셀)                 | 존 레논              | 2:37      |

## 참여 인원
마크 루이손 제공
비틀즈
- 존 레논 – 리드 보컬, 백 보컬, 리듬 기타, 통기타, 하모니카, 박수
- 조지 해리슨 – 백 보컬, 리드 보컬(〈Chains〉, 〈Do You Want to Know a Secret〉에서),  리드 기타, 통기타, 박수
- 폴 매카트니 – 리드 보컬, 백 보컬, 베이스, 박수
- 링고 스타 – 드럼, 탬버린, 마라카스, 박수, 리드 보컬(〈Boys〉에서)

추가 인원
- 조지 마틴 – 프로듀서, 믹서, 추가 편곡, 피아노(〈Misery〉에서), 첼레스타(〈Baby It's You〉에서)
- 노먼 스미스 – 오디오 엔지니어, 믹서
- 앤디 화이트 – 드럼 (〈Love Me Do〉, 〈P.S. I Love You〉에서)

## 차트와 판매량
| 차트 (1963)                          | 최고 순위 |
| ------------------------------------ | --------- |
| 독일 앨범 (Offizielle 탑 100)        | 4         |
| 영국 음반 (OCC)                      | 1         |
| 차트 (1987)                          | 최고 순위 |
| 네덜란드 앨범 (메하하르츠)           | 24        |
| 차트 (2009)                          | 최고 순위 |
| 오스트리아 앨범 (Ö3 오스트리아)      | 75        |
| 벨기에 앨범 (울트라탑 플랑드르)      | 76        |
| 벨기에 앨범 (울트라탑 왈로니아)      | 78        |
| 네덜란드 앨범 (메하하르츠)           | 89        |
| 핀란드 앨범 (수오멘 비랄리넨 리스타) | 25        |
| 이탈리아 앨범 (FIMI)                 | 64        |
| 뉴질랜드 앨범 (레코디드 뮤직 NZ)     | 32        |
| 포르투갈 앨범 (AFP)                  | 29        |
| 스페인 앨범 (PROMUSICAE)             | 53        |
| 스웨덴 앨범 (스베리예토프리스탄)     | 27        |
| 스위스 앨범 (슈바이처 히트파라데)    | 74        |

| 국가                       | 인증     | 판매량/출하량 |
| -------------------------- | -------- | ------------- |
| 오스트레일리아 (ARIA)      | 골드     | 35,000^       |
| 캐나다 (뮤직 캐나다)       | 골드     | 50,000^       |
| 영국 (BPI)                 | 골드     | 100,000^      |
| 미국 (RIAA)                | 플래티넘 | 1,000,000^    |
| ^출하량을 기반으로 한 인증 |          |               |

## 발매 역사
| 국가         | 날짜             | 레이블        | 포맷                 | 카탈로그         |
| ------------ | ---------------- | ------------- | -------------------- | ---------------- |
| 영국         | 1963년 3월 22일  | 팔로폰        | 모노 LP              | PMC 1202         |
| 영국         | 1963년 4월 26일  | 팔로폰        | 스테레오 LP          | PCS 3042         |
| 미국         | 1987년 2월 26일  | 캐피틀 레코드 | 모노 LP              | C1 46435         |
| 미국         | 1987년 2월 26일  | 캐피틀 레코드 | 스테레오 LP          |                  |
| 미국         | 1987년 2월 26일  | 캐피틀 레코드 | 카세트               | C4 46435         |
| 미국         | 1987년 2월 26일  | 캐피틀 레코드 | CD                   | CDP 7 46435 2    |
| 전 세계 출시 | 2009년 9월 9일   | 애플 레코드   | 복원 스테레오 CD     | 0946 3 82416 2 1 |
| 전 세계 출시 | 2009년 9월 9일   | 애플 레코드   | 복원 모노 CD         |                  |
| 전 세계 출시 | 2012년 11월 13일 | 애플 레코드   | 리마스터 스테레오 LP | 0946 3 82416 1 4 |
| 전 세계 출시 | 2014년 9월 8일   | 애플 레코드   | 리마스터 모노 LP     |                  |

## 참고 문헌
- 비틀즈. 《The Beatles Anthology》 [비틀즈 앤솔로지]. 오픈하우스. ISBN 978-89-93824-44-5. 2016년 11월 23일에 원본 문서에서 보존된 문서. 2016년 12월 7일에 확인함.
- 브라이언, 사우널 (2014). 《The Beatles in 100 Objects》 [비틀즈 100]. 아트북스. ISBN 978-89-6196-172-1. 2017년 4월 25일에 확인함.
- “Please Please Me – The Beatles”. Apple Corps. 2016년 11월 3일에 원본 문서에서 보존된 문서. 2016년 11월 4일에 확인함.
- Aughton, Simon (2013년 2월 12일). “Please Please Me: Artists Recreate Beatles debut”. Chiraghpatel.com. Reuters. 2013년 4월 27일에 원본 문서에서 보존된 문서. 2017년 1월 10일에 확인함.
- Aughton, Simon (2007년 6월 4일). “Remastered Beatles on iTunes in 2008”. 《PC Pro》. Reuters. 2012년 11월 8일에 원본 문서에서 보존된 문서. 2008년 10월 2일에 확인함.
- Calkin, Graham. “Please Please Me”. 2010년 10월 31일에 확인함.
- Collett-White, Mike (2009년 4월 7일). “Original Beatles digitally remastered”. Reuters. 2009년 9월 14일에 확인함.
- Erlewine, Stephen Thomas (2007). [(영어) https://www.allmusic.com/album/r1502 “Please Please Me Review”] |url= 값 확인 필요 (도움말). Allmusic. 2007년 2월 24일에 확인함.
- Harry, Bill (1992). 《The Ultimate Beatles Encyclopedia》. London: Virgin Books. ISBN 0-86369-681-3.
- Lewisohn, Mark (1988). 《The Beatles Recording Sessions》. New York: Harmony Books. ISBN 0-517-57066-1.
- MacDonald, Ian (1994). 《Revolution in the Head: The Beatles' Records and the Sixties》. New York: Henry Holt and Company. ISBN 0-8050-2780-7.
- Martin, George; Pearson, William (1994). 《With a Little Help from My Friends: The Making of Sgt. Pepper》. Boston: Little, Brown. ISBN 0-316-54783-2.
- Norman, Philip (1993). 《Shout!》. London: Penguin Books. ISBN 0-14-017410-9.
- Penman, Ross (2009). 《The Beatles in New Zealand ... a discography》. ISBN 978-0-473-15155-3.
- 《The Beatles Collectors Limited Edition》. London: Q, Maddy Ballantyne.
- “The Beatles Biography”. 《Rolling Stone》. 2007년 2월 20일에 원본 문서에서 보존된 문서. 2007년 2월 24일에 확인함.
- “The 500 Greatest Albums of All Time”. 《Rolling Stone》. 2003. 2007년 12월 7일에 원본 문서에서 보존된 문서. 2007년 11월 19일에 확인함.
- Salewicz, Chris (1986). 《McCartney – The Biography》. London: Queen Anne Press. ISBN 0-356-12454-1.